# Сергеј Путилин
Сергеј Михајлович Мињкин-Путилин (рус. Сергей Михайлович Минькин-Путилин; Пјатигорск, 27. мај 1972) руски је певач солиста и глумац.

## Биографија
Године 2000. завршио је музичку школу у Минералним водама и Академију Гњесин у Москви у класи за академског вокала. Од 2000. године до 2005. године био је солиста Ставропољске (Пјатигорске) опере. Запослен је као певач и наставник певања и глуме у ансамблу песме и игре руске армије по имену Александров. Сергеја називају златним тенором Русије.
Гостује у Србији на разним концертима од 2010. до данас. Године 2011. певао је у Руском дому и био је гост Емира Кустурице на Кустендорфу, наступио је са Гораном Бреговићем на фестивалу Гуча, где је отпевао песму Ђурђевдан. До сарадње је дошло случајно, Путилин је био у посети и на одмору, а Бреговић га је позвао да заједно наступе. Године 2012. наступа на концерту "Најлепше песме Русије" у пратњи Ансамбла Бранимира Ђокића отпевао је песме Јеремија и Каљинка. Сарадња се наставила и 2017. године када заједно наступају на концерту у част 50 година уметничког рада Ђокића. Више пута се појављује као гост на традиционалним новогодишњим концертима у сарадњи са Ђокићем и диригентом Бојаном Суђићем, Симфонијским оркестром и Хором РТС-а.
Године 2015. учествује на обележавању јубилеја поводом 70 година од победе на фашизмом на свечаном концерту "Рат и мир", који је организовао Уметнички ансамбл Министарства одбране Србије "Станислав Бинички".
Са супругом Нином има једну ћерку. Нина је такође наставник певања у Ансамблу Александров. Сергеј и Нина заједно воде дечији певачки ансамбл "Младе патриоте" при Ансамблу Александров.

## Позориште
Глумио је у следећим представама:
- Проделки Ханумы
- Летучая мышь
- Веселая вдова
- Прекрасная Елена
- Скрипач на крыше
- Принцесса цирка